# Dale W. Jorgenson
Pour les articles homonymes, voir Jorgenson.
Dale W. Jorgenson (né le 7 mai 1933 à Bozeman et mort le 8 juin 2022) est un économiste américain. Il est professeur à l'université Harvard et lauréat de la médaille John-Bates-Clark en 1971. 